# Ethan Devinatz
Ethan Sander Devinatz (* 1959) ist ein US-amerikanischer Mathematiker, der sich mit algebraischer Topologie beschäftigt.
Devinatz wurde 1985 am Massachusetts Institute of Technology bei  Franklin Paul Peterson promoviert (A Nilpotence Theorem in Stable Homotopy Theory). Er ist Professor an der University of Washington. 1992 wurde er Sloan Research Fellow.
Devinatz trug mit Michael J. Hopkins und Jeffrey H. Smith zum Beweis eines Teils der Ravenel-Vermutungen bei.